# گریماچو
گریماچو (به ایتالیایی: Grimacco) یک منطقهٔ مسکونی در ایتالیا است که در استان اودینه واقع شده‌است.

## خصوصیات
گریماچو ۱۶٫۴ کیلومترمربع مساحت و ۳۴۲ نفر جمعیت دارد.

## نگارخانه

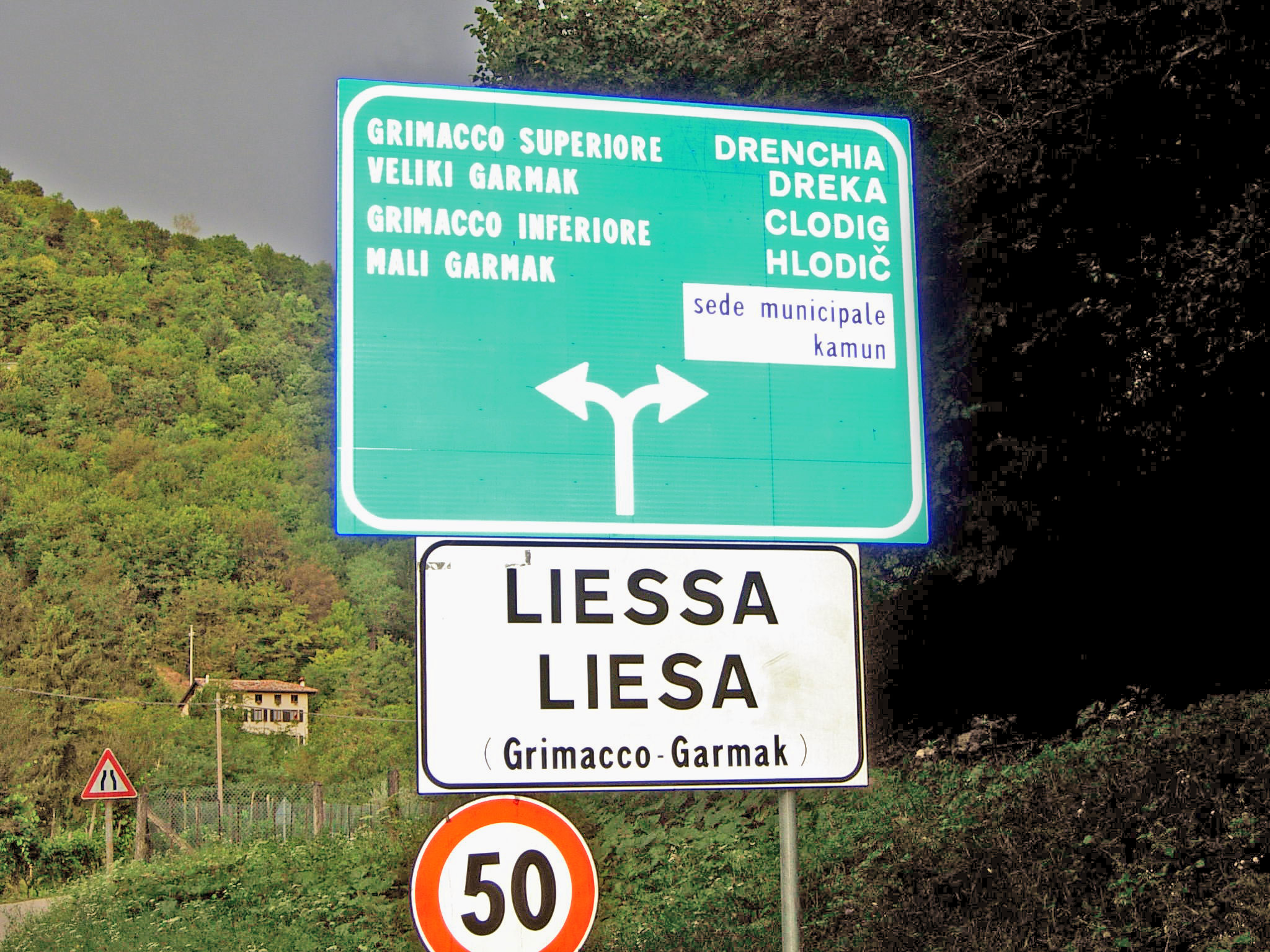
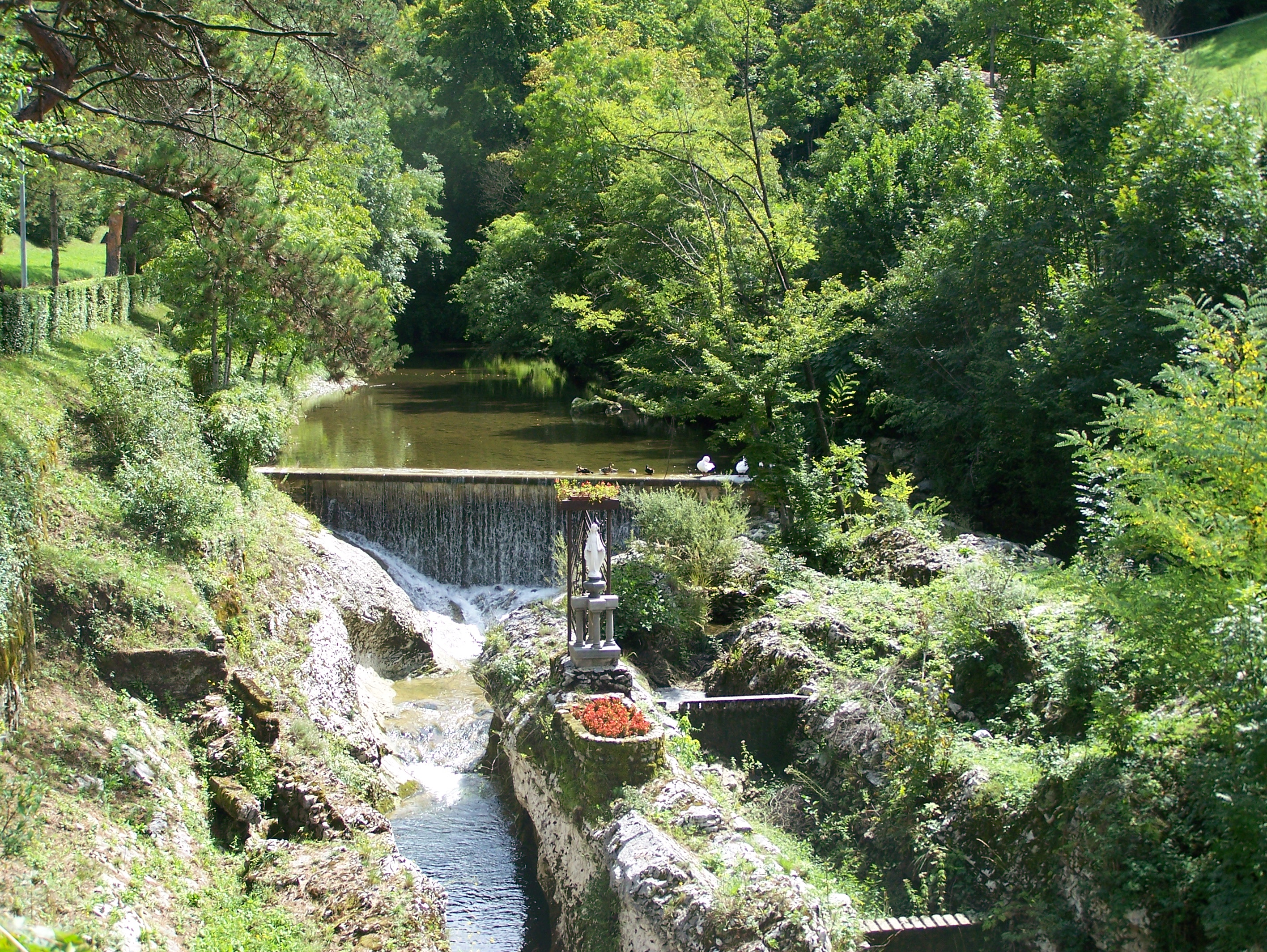